# ماسوی
ماسوی (به لاتین: Måsøy) یک شهرداری در نروژ است که در فینمارک واقع شده‌است. ماسوی ۱٬۱۳۵٫۸۲ کیلومتر مربع مساحت و ۱٬۲۳۱ نفر جمعیت دارد.